# AA Rioverdense
AA Rioverdense is een Braziliaanse voetbalclub uit de stad Rio verde, in de deelstaat Goiás. 

## Geschiedenis
De club werd in 1985 opgericht. In 1998 en 2005 werd de club vicekampioen van het Campeonato Goiano.